# Spia per caso
Spia per caso (The Accidental Spy titolo internazionale) è un film del 2001 diretto da Teddy Chan, e con protagonista Jackie Chan.

## Trama
Buck Yuen è un rappresentante di attrezzi da palestra, lavoro noioso e con pochi risultati; d'improvviso diventa popolare sventando una rapina in una banca. Volato in Corea del Sud per trovare suo padre, che non ha mai conosciuto e ormai in fin di vita, riceve da lui stesso una sfida e degli indizi per raggiungere l'obiettivo: 5 milioni in contanti. Buck dovrà andare in Turchia per ritirare il patrimonio ereditario del padre, e si troverà per caso a fare la spia, in un labirinto di falsità e mistero, in una guerra di potere tra coreani e turchi per il possesso di una potente droga, in cui era coinvolto anche il padre. Con la sua abilità e con l'aiuto di tre agenti segreti del governo americano, Yuen riuscirà a uscire sano e salvo da questa situazione e a fare incastrare Lee, potente trafficante di droga e armi coreano.

## Riconoscimenti
- 2002 - Hong Kong Film Awards
  - Migliore coreografia d'azione a Wei Tung
  - Migliore montaggio a Chi-Leung Kwong
  - Nomination Migliori effetti visuali
  - Nomination Miglior sound design